# Остання висадка
Остання висадка (англ. The Last Drop) — британський пригодницький бойовик 2006 року.

## Сюжет
У 1944 році Вінстон Черчилль і вище британське командування розробляють план, який, на їх думку, повинен сприяти закінченню другої світової війни вже до різдвяних свят. Відповідно до цього плану до окупованої фашистами Голландії закидається найбільший в історії повітряний десант — 35 тисяч чоловік. Серед величезної маси солдатів є невеликий підрозділ десантників — спецгрупа з кодовою назвою «Сірникова коробка», у якої є власний, особливо секретний, план, пов'язаний з пошуком сховищ нацистського золота.

## У ролях
| Актор              | Роль                    |
| ------------------ | ----------------------- |
| Лоуренс Фокс       | майор СС Клаус Кесслер  |
| Луїс Демпсі        | Снайдер                 |
| Люсі Гаскелл       | Бенітта                 |
| Корал Бід          | Саскія                  |
| Ендрю Говард       | капітан Едвард Бенкс    |
| Джек Ді            | Воррен                  |
| Ніл Ньюбон         | капрал Рис Пауелл       |
| Нік Моран          | рядовий Алан Айвз       |
| Рейф Сполл         | рядовий Девід Велінгс   |
| Томмі Фленаган     | рядовий Денніс Бейкер   |
| Шон Пертві         | сержант Білл МакМіллан  |
| Біллі Зейн         | лейтенант Роберт Оутс   |
| Ніл Джексон        | сержант Сімкінс         |
| Стів Спейрс        | Густав Гансфелд         |
| Агат Де Ла Булає   | Катріна                 |
| Давид Жинола       | капрал Дітер Макс       |
| Карел Роден        | сержант Ганс Бек        |
| Александр Скошгорд | лейтенант Юрген Воллер  |
| Майкл Медсен       | полковник Джей Ті Кольт |
| Тодд Спенглер      | Шеннон                  |